# José Iturbi

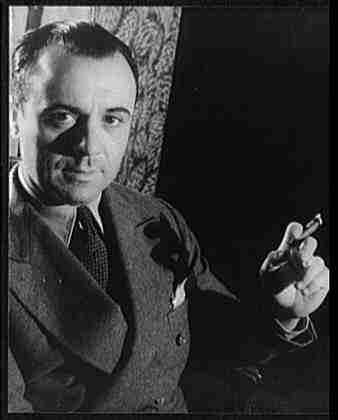
José Iturbi
Foto: Carl van Vechten, 1933

José Iturbi (* 28. November 1895 in Valencia, Spanien; † 28. Juni 1980 in Los Angeles, Kalifornien) war ein spanischer Dirigent, Pianist und Cembalist. Auch als Musikpädagoge und Schauspieler war er bekannt.

## Leben
José Iturbi galt als ein viel bestauntes Wunderkind. Schon im Alter von sieben Jahren trug er zum Familieneinkommen bei, indem er Klavierabende gab und zur Untermalung von Stummfilmen an Theatern am Klavier saß. Bereits im Alter von 11 Jahren studierte Iturbi Klavier am Konservatorium in seiner Heimat Valencia. Im Alter von 15 Jahren setzte er sein Studium am Conservatoire in Paris fort. Von 1919 bis 1923 hatte Iturbi eine Professur am Konservatorium in Genf inne.
Als Konzertpianist trat er das erste Mal 1928 in London auf. 1929 spielte er mit großem Erfolg Ludwig van Beethovens Klavierkonzert Op. 58 in G-Dur mit dem Philadelphia Orchestra unter dem Dirigenten Leopold Stokowski bei seinem Debüt in Philadelphia.
Nach dem Ersten Weltkrieg betätigte er sich zunächst als Jazzpianist. 1933 begann er seine erfolgreiche Dirigentenlaufbahn. Seinen ersten Auftritt als Dirigent hatte er 1933 in Mexiko-Stadt. Ab 1935 wurde er ständiger Dirigent des Rochester Philharmonic Orchestra, das er bis 1944 leitete. Danach dirigierte er viele große Orchester, wie zum Beispiel das Philadelphia Orchestra, das London Symphony Orchestra oder das New York Philharmonic Orchestra. Auch dem Orchester seiner Heimatstadt Valencia war er als Dirigent verbunden. Zusammen mit der berühmten Cembalistin Wanda Landowska erstellte er Lehrfilme und führte Studien in Klaviertechnik und Interpretation durch.
Iturbi trat in mehreren Musical-Filmen, beginnend mit Thousands Cheer von MGM, und 1945 in Urlaub in Hollywood (Anchors Aweigh) auf. Unter der Regie von George Sidney spielte er zusammen mit Gene Kelly, Frank Sinatra und Kathryn Grayson und zeigte auch hier sein Können als Pianist und Dirigent. In seinen Filmen stellte er stets sich selbst dar und bewies durch seine Ausstrahlung und Natürlichkeit, dass er auch als Schauspieler Potential hatte.
In dem Film A Song to Remember, in dem Cornel Wilde den Pianisten Frédéric Chopin darstellte, spielte tatsächlich Iturbi für diesen im Hintergrund am Klavier. Iturbi war unter Vertrag bei MGM. Daher wurde ihm nur erlaubt, bei Rivalen „Columbia Pictures“ die Musik zum Film Song to Remember zu spielen, wenn sein Name in den Programmanzeigen nicht erwähnt wird. Dafür erhielt er 35.000 US-Dollar. Von Cornel Wilde wurde jedoch plötzlich erwartet, dass er Klavier spielt. Das Geheimnis konnte nicht lange verborgen bleiben. Als ein Leser in der Chicago Tribune fragte, warum man Wilde nicht früher schon als fabelhaften Pianisten gesehen habe, lüftete die Zeitung das Geheimnis. Victor Red Seal Records, bei denen Iturbi unter Vertrag stand, verlor keine Zeit und brachte im April 1945 einen Zweier-Schallplattensatz heraus “Music to Remember, from the Life of Chopin.” Im August brachten sie auch eine Single heraus mit der „Polonaise in As-Dur“ Op. 53, die sofort an die Spitze der Charts stürmte und sich dort vier Jahre lang hielt.
José Iturbi komponierte auch selbst Filmmusik. Seine Filmarbeit wurde ihm teils auch nachteilig im Hinblick auf seine Ernsthaftigkeit als Pianist und Dirigent angekreidet. Ab 1951 wirkte Iturbi auch in einigen Fernsehserien als Pianist mit.
Als eine von Iturbis besten Arbeiten gilt seine 1960 veröffentlichte Spanische Klaviermusik. Iturbis Interpretationen von Klavierkonzerten von Wolfgang Amadeus Mozart gelten als besonders herausragend. Zu nennen ist hier beispielhaft das Concerto in Es-Dur für zwei Klaviere und Orchester, KV 365, bei dem Iturbi am Klavier saß und als Dirigent fungierte und seine Schwester Amparo Iturbi ebenfalls am Piano mitwirkte und das Rochester Philharmonic Orchestra spielte. Zusammen mit seiner Schwester Amparo Iturbi, ebenfalls eine begabte Pianistin, gab er häufiger Klavierabende. Seine letzte große Konzerttour fand in den Jahren 1976/77 statt.
Iturbi wurde mit einem Stern auf dem Hollywood Walk of Fame geehrt.

## Privatleben
1916 heiratete José Iturbi Maria Giner de los Santos. Ihr Leben endete 1928 tragisch durch eine Verwechslung von Gift, das sie für ein Hustenmittel hielt. Sie hatten eine gemeinsame Tochter, gegen die Iturbi in deren Erwachsenenalter gerichtlich vorging, indem er sie als unfähige Mutter bezeichnete. Die Tochter beging 1946 Selbstmord. José Iturbi starb am 28. Juni 1980 im Cedars-Sinai Hospital in Los Angeles an Herzversagen.  Seine Sekretärin Marion Seabury, die viele Jahre an seine Seite war, gründete nach seinem Tod die José Iturbi Stiftung. „Die José Iturbi Stiftung weist die weltweit größten klassischen Musiktalente von morgen aus“ äußerte sich der Präsident der Stiftung. Mit 850.000,00 Dollar Preisgeld schreibt sie den weltweit höchsten Betrag im Wettbewerb für klassische Musik aus.
José Iturbi fand seine letzte Ruhe auf dem Heilig-Kreuz-Friedhof in Culver City im US-Bundesstaat Kalifornien.

## Filmografie
- 1943: Thousands Cheer – Regie: George Sidney
- 1944: Mein Schatz ist ein Matrose (Two Girls and a Sailor) – Regie: Richard Thorpe
- 1944: Musik für Millionen (Music for Millions) – Regie: Henry Koster
- 1945: Urlaub in Hollywood (Anchors Aweigh) – Regie: George Sidney
- 1946: Ball in der Botschaft (Holiday in Mexico) – Regie: George Sidney
- 1948: Drei kleine Biester (Three Daring Daughters) – Regie: Fred M. Wilcox
- 1948: Song of My Heart – Regie: Benjamin Glazer
- 1949: Kuß um Mitternacht (That Midnight Kiss) – Regie: Norman Taurog
- 1951: Diego Silang – Regie: Gerardo de León
- 1955: The Jimmy Durante Show (TV-Serie, eine Folge als er selbst)
- 1959: Sunday Showcase (TV-Serie, eine Folge als er selbst)
- 1959–1962: The Bell Telephone Hour (TV-Serie, vier Folgen als er selbst)